# Lucijan Marija Škerjanc
Lucijan Marija Škerjanc, slovenski skladatelj, pianist, dirigent, glasbeni pedagog, muzikolog, glasbeni pisec, * 17. december 1900, Gradec, † 27. februar 1973, Ljubljana.
Škerjanc spada med najpomembnejše starejše skladatelje sodobne slovenske glasbe in je ena od ključnih slovenskih glasbenih osebnosti 20. stoletja. V Ljubljani je maturiral, glasbo pa je študiral v Pragi, na Dunaju (Joseph Marx), v Parizu (Schola cantorum) in v Baslu (Felix Weingartner). Poučeval je na Akademiji za glasbo v Ljubljani in bil med letoma 1945 in 1947 njen rektor. Vzgojil je vrsto vidnih slovenskih skladateljev, predvsem pa je s svojim teoretskim delom bogatil tako slovensko kot jugoslovansko glasbeno srenjo. Prejel je štiri Prešernove nagrade (1947, 1948, 1950 in 1971). Od 6. decembra 1949 je bil redni član SAZU. Zaradi notranjih trenj med tremi dirigenti, ki so ga prijavili CK ZKS, čemur je sledila njegova ostavka z mesta upravnika Filharmonije, je doživljal kapi, sprva šibke, zadnja, peta, pa ga je 27. februarja 1973 pokončala.
V skladateljev spomin Srednja glasbena in baletna šola Ljubljana enkrat letno (8. februarja) podeljuje t. i. Škerjančeve nagrade.
Muzikolog Matjaž Barbo je v letu 2025 izdal o njem monografijo Lucijan Marija Škerjanc.

## Publicistika
- Kompozicija
- Harmonija
- Kontrapunkt in fuga I, II
- Nauk o instrumentih
- Glasbeni slovarček
- Glasbeno oblikoslovje
- Kompozicijska tehnika Jakoba Petelina Gallusa
- Od Bacha do Šostakoviča, koncertni vodnik
- Anton Lajovic, biografija
- Jurij Mihevec, biografija
- Emil Adamič, biografija

## Glasbeni opus

### Simfonična glasba
- 5 simfonij (1933, 1938, 1941, 1943 (Simfonija št. 4 je za godalni orkester) in 1943).
- Gazele, za orkester; na predlogo F. Prešerna (1950)
- Simfonična žalna glasba (1942)
- Mala suita (1956)
- Problemi (1958)
- Klavirski koncert (1940)
- Fantazija za klavir in orkester (1944)
- Violinski koncert št. 1 (1927)
- Violinski koncert št. 2 (1944)
- Koncert za fagot in orkester (1952)
- Koncert za harfo in orkester (1954)
- Koncert za klarinet in orkester (1960)
- Koncert za rog in orkester (1962)
- Concertino za klavir in godalni orkester (1949)
- Concertino za klarinet in orkester (1949)
- Klavirski koncert levo roko (1963)
- "Allegro de concert" za violončelo in orkester (1947)
- "Rapsodie concertante" za violo in orkester
- 4 uverture (Lirična (1925), Slavnostna (1933), Dramatična (1942) in Svečana (1926))
- Mařenka, koreografska simfonična pesnitev

### Godalni orkester
- Suita v starem slogu; za godalni kvartet in godalni orkester (1928)
- Preludij za godalni orkester (1928)
- Simfonietta za godala (1958)
- 7 dvanajsttonskih fragmentov za godalni orkester (1959)

### Komorna glasba
- 5 godalnih kvartetov (1917, 1921, 1925, 1935 in 1945)
- Godalni kvintet (1950)
- Klavirski trio (1935)
- Trio za flavto, klarinet in fagot (1937)
- Pihalni kvintet (1925)
- Duo za 2 violini (1952)
- 5 liričnih melodij za violončelo in klavir (1954)
- Concertone za 4 violončela (1954)
- 7 etud za violončelo (1961)
- Intermezzo romantique, za violino in klavir
- 2 bagateli za violino in klavir
- 4 ditirambične skladbe (verzija za violino in klavir, 1960)

### Klavirska glasba
- Sonata (1956)
- 4 klavirske skladbe (1925)
- Pro memoria (1927)
- 24 diatoničnih preludijev (1936)
- 7 nokturnov (1937)
- 6 improvizacij (1942)
- 12 improvizacij brez teme (1944)
- 6 skladb za eno roko (1945)
- 12 preludijev (1954)
- 10 mladinskih skladb

### Scenska glasba
- Snežna kraljica, opera v petih dejanjih, izgubljena (Hans Christian Andersen) (1913)
- Žlahtni meščan (Moliere) (1922)
- Šola za ženske (1945)
- Mnogo hrupa za nič (Shakespeare) (1947)
- Sganarelle ou le Cocu imaginare (Moliere) (1950)
- Versajski impromptu (Moliere) (1950)
- Cyrano de Bergerac (Rostand) (1952)

### Vokalna glasba
- Sonetni venec, kantata (F. Prešeren) (1949)
- Ujedinjenje, kantata
- De profundis,za glas in komorni orkester
- 55 samospevov
- zborovske skladbe